# Distrito de Karonga
El distrito de Karonga es uno de los veintisiete distritos de Malaui y uno de los seis de la región del Norte. Cubre un área de 4288 km² y alberga una población de 365 028 personas. La capital es Karonga.